# Andreas Klöden
Andreas Klöden 22 de juny de 1975 a Mittweida, Saxònia) és un ciclista alemany que fou professional des del 1998 fins al 2013.
Va aconseguir bons resultats en voltes per etapes com la París-Niça, la Tirrena-Adriàtica o la Volta al País Basc del 2000 i el 2011. També va obtenir bons resultats al Tour de França de 2004 i 2006). El 2000, va guanyar la medalla de bronze als Jocs Olímpics de Sydney.
L'any 2009 es va veure implicat en un cas de dopatge que va acabar sense sanció esportiva, però amb una multa de 25.000 euros per evitar que es continués amb la investigació existent.
Al final de la temporada 2013, va anunciar la seva retirada del ciclisme professional després de 16 temporades a l'elit del ciclisme.

## Palmarès
- 1997
  - Pròleg i vencedor d'una etapa de la Volta a Renània-Palatinat
  - Vencedor d'una etapa de la Commonwealth Bank Classic
- 1998
  - Pròleg del Tour de Normandia
  - 1r de la Niedersachsen-Rundfahrt i vencedor d'una etapa
- 1999
  - Vencedor d'una etapa de la Volta a l'Algarve
- 2000
  -  Medalla de bronze als Jocs Olímpics de Sydney en la cursa en línia
  - 1r de la París-Niça i vencedor d'una etapa
  - 1r de la Volta al País Basc i vencedor d'una etapa
  - Vencedor d'una etapa de la Cursa de la Pau
- 2004
  -  Campió d'Alemanya en ruta
- 2005
  - Vencedor d'una etapa de la Bayern-Rundfahrt
- 2006
  - 1r de la Regio Tour i vencedor d'una etapa
- 2007
  - 1r de la Tirrena-Adriàtica
  - 1r del Circuit de La Sarthe i vencedor d'una etapa
- 2008
  - 1r del Tour de Romandia
- 2009
  - Vencedor d'una etapa a la Tirreno-Adriatico
  - Vencedor d'una etapa al Giro del Trentino
- 2011
  - Vencedor d'una etapa de la París-Niça
  - Vencedor d'una etapa al Critérium Internacional
  - 1r de la Volta al País Basc
  - Vencedor d'una etapa al Giro del Trentino

### Resultats al Giro d'Itàlia
- 2008. 133è de la classificació general
- 2010. No surt (19a etapa). Vencedor d'una etapa

### Resultats a la Volta a Espanya
- 1998. Abandona (10a etapa)
- 1999. 62è de la classificació general
- 2000. Abandona (14a etapa)
- 2002. Abandona (15a etapa)
- 2008. 20è de la classificació general
- 2011. Abandona (13a etapa)

### Resultats al Tour de França
- 2001. 26è de la classificació general
- 2003. Abandona (9a etapa)
- 2004. 2n de la classificació general
- 2005. Abandona (17a etapa)
- 2006. 2n de la classificació general[3]
- 2007. Abandona amb tot l'equip Astana(15a etapa)
- 2009. 6è de la classificació general
- 2010. 13è de la classificació general[4]
- 2012. 11è de la classificació general
- 2013. 30è de la classificació general